# جورپای فابس
جورپای فابس (نام علمی: Iais pubescens) نام یک گونه از راسته جورپایان است.
این گونه جانوری جزو راسته بزرگ جورپایان است که گونه‌های بسیاری را شامل می‌شود. جورپای فابس یک گونه کوچک با بدنی در به اندازه ۲٫۵ میلی‌متر می‌باشد. بدن این حیوان کمی خشک و برشته است.